# Henry Holmberg
Henry Arthur Vilhelm Holmberg zw. „Sotarn” (ur. 23 kwietnia 1924 w Nättraby, zm. 21 lipca 1981 w Sztokholmie) – szwedzki zapaśnik walczący w stylu wolnym. Olimpijczyk z Helsinek 1952, gdzie zajął jedenaste miejsce w kategorii do 62 kg.
Brązowy medalista mistrzostw świata w 1951 roku.
Mistrz Szwecji w 1952 w stylu klasycznym i w 1951 w stylu wolnym roku.

## Letnie Igrzyska Olimpijskie 1952
| Konkurencja      | Rundy eliminacyjne      | Rundy eliminacyjne    | Rundy eliminacyjne | Klas. końcowa |
| Konkurencja      | Przeciwnik I            | Przeciwnik II         | Przeciwnik III     | Miejsce       |
| ---------------- | ----------------------- | --------------------- | ------------------ | ------------- |
| 62 kg styl wolny | Gonzalo Manibog (PHI) Z | Antonio Randi (ITA) Z | Bayram Şit (TUR) P | 11.           |